# Sverre Nypan
Sverre Halseth Nypan (Trondheim, 19 dicembre 2006) è un calciatore norvegese, centrocampista del Middlesbrough, in prestito dal Manchester City, e della nazionale Under-21 norvegese.

## Carriera

### Club
Nel gennaio 2022 Nypan ha firmato il suo primo contratto professionale con il Rosenborg. Solo pochi mesi dopo, ad aprile, Nypan ha firmato un nuovo contratto ed è entrato a far parte della prima squadra. 
Nypan ha fatto il suo debutto con il Rosenborg il 6 novembre 2022 quando ha iniziato la partita di campionato contro il Jerv. Così facendo è diventato il giocatore più giovane di sempre a rappresentare il Rosenborg a 15 anni e 322 giorni, battendo sia il record di John Hou Sæter (più giovane in una partita ufficiale) che quello di Magnus Holte (più giovane in una partita di campionato). E da quando ha iniziato la partita ha anche battuto il record di Ola By Rise del 1977 come il più giovane ad iniziare titolare una partita di campionato.
Nel maggio 2023, Nypan ha segnato il suo primo gol per il Rosenborg contro il Bodø/Glimt nell'Eliteserien. Così facendo è diventato il giocatore più giovane nella storia del Rosenborg a segnare in una partita di campionato all'età di 16 anni e 145 giorni .
Nel settembre 2023, Nypan ha firmato un nuovo contratto con il Rosenborg. L'11 ottobre 2023, è stato nominato dal quotidiano inglese The Guardian come uno dei migliori giocatori nati nel 2006 a livello mondiale.
Dal 1° luglio 2025, per 15 milioni di euro, diventa un nuovo calciatore del Manchester City, in Premier League, che lo gira in prestito il 19 agosto seguente al Middlesbrough, in Football League Championship.

## Statistiche

### Presenze e reti nei club
Statistiche aggiornate al 19 agosto 2025.
| Stagione         | Club             | Campionato       | Campionato | Campionato | Coppe nazionali | Coppe nazionali | Coppe nazionali | Coppe continentali | Coppe continentali | Coppe continentali | Supercoppe | Supercoppe | Supercoppe | Totale | Totale |
| Stagione         | Club             | Comp             | Pres       | Reti       | Comp            | Pres            | Reti            | Comp               | Pres               | Reti               | Comp       | Pres       | Reti       | Pres   | Reti   |
| ---------------- | ---------------- | ---------------- | ---------- | ---------- | --------------- | --------------- | --------------- | ------------------ | ------------------ | ------------------ | ---------- | ---------- | ---------- | ------ | ------ |
| gen.-ago. 2022   | Rosenborg        | ES               | 2          | 0          | CN              | 0               | 0               | -                  | -                  | -                  | -          | -          | -          | 2      | 0      |
| 2023             | Rosenborg        | ES               | 23         | 5          | CN              | 2               | 0               | -                  | -                  | -                  | -          | -          | -          | 25     | 5      |
| 2024             | Rosenborg        | ES               | 28         | 8          | CN              | 2               | 0               | UECL               | 3                  | 0                  | -          | -          | -          | 33     | 8      |
| 2025             | Rosenborg        | ES               | 9          | 1          | CN              | 0               | 0               | -                  | -                  | -                  | -          | -          | -          | 9      | 1      |
| Totale Rosenborg | Totale Rosenborg | Totale Rosenborg | 62         | 14         |                 | 4               | 2               |                    | 3                  | 0                  |            | 0          | 0          | 67     | 15     |
| 2025-2026        | Middlesbrough    | FLC              | -          | -          | FACup+CdL       | -               |                 | -                  | -                  | -                  | -          | -          | -          | -      | -      |
| Totale carriera  | Totale carriera  | Totale carriera  | 62         | 14         |                 | 4               | 2               |                    | 3                  | 0                  |            | 0          | 0          | 67     | 15     |